# Стоя (певица)
Вижте пояснителната страница за други личности с името Стоя.
Стоянка Новакович (на сръбски: Стојанка Новаковић-Стоjа), по-известна само като Стоя, е сръбска фолк певица. Стоя е известна със силния си глас. През 1998 г. пуска първият си албум „Kako je meni sada“ чрез „Лазаревич Продукшън“. По-късно се мести в „Гранд Продукшън“ притежаван от Лепа Брена. Стоя живее в Белград със сина си Милан. Тя е най-популярната сръбска певица в България, след Светлана Ражнатович, Драгана Миркович, Весна Змиянац и Лепа Брена.

## Дискография

### Студийни албуми
- Kako je meni sada (1998)
- Ćiki, ćiki (1999)
- Samo (2000)
- Evropa (2001)
- Samo idi (2003)
- Starija (2004)
- Metak (2006)
- Do gole kože (2008)
- Naj, naj (2009)
- Nije da nije (2013)
- Bela ciganka (2015)